# Termoigrografo

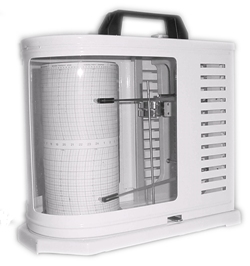
Termoigrografo

Il termoigrografo (o "igrotermografo") è uno strumento che registra la temperatura e l'umidità relativa della massa d'aria circostante.
La temperatura viene generalmente espressa in °C (da -50 a 50 °C) mentre l'umidità relativa viene indicata in percentuale(da 0% a 100%)
È attualmente (2008) in uso presso le stazioni meteorologiche di tutto il mondo essendo riconosciuto dall'Organizzazione meteorologica mondiale (OMM) quale strumento ufficiale per la registrazione di queste due grandezze fisiche.

## Principio di funzionamento

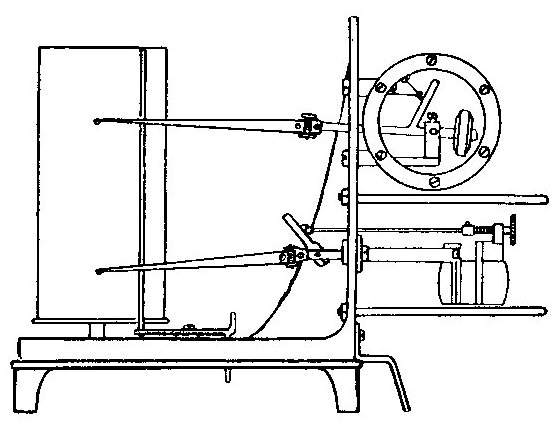
Schema di funzionamento di un termoigrografo

Gli elementi sensibili sono collegati in modo solidale ad un pennino attraverso alcuni leveraggi che hanno la funzione di amplificare le oscillazioni che gli elementi producono per effetto delle variazioni di temperatura e umidità, il pennino registra queste oscillazioni tracciando una cartina diagrammata.
Lo strumento è così composto:
1. Termografo a Tubo di Bourdon
2. Igrografo a capelli biondi
3. Tamburo rotante su cui è sistemata una cartina con un doppio diagramma (T e Ur)
4. Sistema ad orologeria con carica settimanale o quindicinale
5. Scafo a tenuta stagna
6. Sistema di leve e regolazioni

## Gli elementi sensibili
Il termometro a tubo di Bourdon (variante del manometro di Bourdon):
Lo strumento consta di un tubo metallico a sezione lenticolare dalle pareti molto sottili, ermeticamente chiuso alle due estremità, completamente riempito di alcool, senza aria e piegato quasi a formare una circonferenza. Una delle estremità termina con un sistema di leve collegate ad un pennino. 
La capacità dell'alcool di variare il proprio volume col variare della temperatura imprime al tubo un movimento direttamente proporzionale alle variazioni termiche.
Il fascio di capelli:
I capelli di color chiaro essendo meno ricchi di melanina risultano più elastici e più sensibili alle variazioni di umidità, infatti si distendono in presenza di umidità e si contraggono quando questa diminuisce, grazie a questa loro capacità vengono impiegati nella realizzazione di igrometri di precisione.
Il fascetto di capelli è sistemato all'interno di una gabbietta protettiva, teso tra due pinzette, la parte centrale è collegata con un anello al sistema di amplificazione.